# David Eddings
Œuvres principales
- La Belgariade
- La Mallorée
- La Trilogie des joyaux
- La Trilogie des périls

David Carroll Eddings, né le 7 juillet 1931 à Spokane dans l'État de Washington et mort le 2 juin 2009  à Carson City dans le Nevada, est un écrivain américain.
Il a écrit de nombreux romans célèbres de fantasy, dans le sous-genre de la High fantasy. Sa femme Leigh Eddings (Judith Leigh Schall) morte en 2007 à 69 ans, est considérée comme coauteur, non créditée, de nombre de ses romans, et est reconnue comme telle dans ses œuvres les plus récentes.

## Biographie
Né en 1931, David Eddings étudie au Everett Junior College de 1950 à 1952, puis au Reed College jusqu'en 1954 où il obtient une licence d'art.  
Il réussit à éviter de combattre durant la guerre de Corée pendant son service militaire qu'il effectue dans l'artillerie en Allemagne (1954-1956).
Il obtient par la suite une maîtrise de littérature anglaise à l'université de Washington puis il soutient son doctorat en 1961 à l'université de Washington de Seattle.
Il exerce plusieurs métiers : commercial chez Boeing, professeur d'anglais dans un lycée et même vendeur dans une petite épicerie.
De 1985 à 2007, il habite à Carson City avec sa femme Leigh avec laquelle il se marie le 27 octobre 1962.
Sa femme meurt en 2007. Il meurt, deux ans plus tard, en juin 2009, à l'âge de 77 ans.

### Condamnation pour maltraitance
David et Leigh Eddings ont adopté un enfant en 1966, Scott David, à l'âge de deux mois. Ils adoptèrent ensuite une fille entre 1966 et 1969.
En 1970, le couple a perdu la garde des deux enfants et ils furent l'un et l'autre condamnés à un an de prison ferme pour maltraitance infantile. La maltraitance, le procès et la sentence firent l'objet de nombreuses publications à l'époque. Mais ceci se passant avant Internet, les faits ne devinrent connus du grand public qu'après la mort des deux auteurs.
À noter que malgré les déclarations mensongères d'Eddings, cette condamnation fut la véritable raison de son départ de l'enseignement, David Eddings n'ayant plus le droit d'enseigner à des enfants, à la suite de la condamnation. 
C'est durant leur peine de prison que David Eddings écrivit le premier jet de son premier livre, High Hunt. Après leur peine, en 1971, David et Leigh Eddings partirent pour Denver, où David prit un emploi de vendeur dans un supermarché. Pour cacher les faits et son interdiction d'enseigner, David Eddings avait coutume de dire en plaisantant qu'il avait quitté l'enseignement de son plein gré pour travailler dans un supermarché car la paye était meilleure.

## Analyse de l'œuvre
Déçu par le manque de succès de ses premiers romans, David Eddings est fasciné par un exemplaire du Seigneur des anneaux découvert dans une librairie. Il décide de suivre les traces de Tolkien et de créer son propre univers de fantasy. Il dessine donc la carte du monde dans lequel devra se dérouler sa première saga, La Belgariade. Aidé par sa femme, il publie en 1982 le premier roman de ce qui ne devait être qu'une trilogie, Le Pion blanc des présages. À cause des règles drastiques de l'édition imposant un maximum de 200 pages par livre, et devant l'impossibilité d'Eddings de se contenter de 600 pages, cette saga initiale sera finalement composée de cinq romans. Il complétera cette saga par La Mallorée en cinq volumes puis des préquelles.
En 1998, David Eddings publie Le Codex de Riva, un recueil où sont regroupées ses notes de travail et brouillons l'ayant aidé à la création de l'univers du cycle intitulé Les Grandes Guerres des dieux (depuis janvier 2009, ce livre n'est plus édité).
En 2003, il se lance dans un nouveau cycle de fantasy, Les Rêveurs.

## Œuvres
Voici les principales œuvres de David Eddings, écrites en collaboration avec son épouse Leigh.

### CycleLes Grandes Guerres des dieux
(Ordre chronologique de l'histoire)
- Les préquelles

1. Belgarath le sorcier : Les Années noires, 1998 ((en) Belgarath the Sorcerer, 1995)
2. Belgarath le sorcier : Les Années d'espoir, 1998 ((en) Belgarath the Sorcerer, 1995)
3. Polgara la sorcière : Le Temps des souffrances, 1999 ((en) Polgara the Sorceress, 1997)
4. Polgara la sorcière : Les Années d'enfance, 1999 ((en) Polgara the Sorceress, 1997)

- La Belgariade - The Belgariad

1. Le Pion blanc des présages, 1990 ((en) Pawn of Prophecy, 1982)
2. La Reine des sortilèges, 1990 ((en) Queen of Sorcery, 1982)
3. Le Gambit du magicien, 1990 ((en) Magician's Gambit, 1983)
4. La Tour des maléfices, 1991 ((en) Castle of Wizardry, 1984)
5. La Fin de partie de l'Enchanteur, 1992 ((en) Enchanter's End Game, 1984)

- La Mallorée - The Malloreon

1. Les Gardiens du Ponant, 1992 ((en) Guardians of the West, 1987)
2. Le Roi des Murgos, 1993 ((en) King of the Murgos, 1988)
3. Le Démon majeur de Karanda, 1993 ((en) Demon Lord of Karanda, 1988)
4. La Sorcière de Darshiva, 1994 ((en) Sorceress of Darshiva, 1989)
5. La Sibylle de Kell, 1994 ((en) The Seeress of Kell, 1991)

- Le Codex de Riva, 2000 ((en) The Rivan Codex, 1998)

La teneur de l'histoire implique qu'il est déconseillé de lire les préquelles en premier. Les prologues et épilogues des préquelles reprennent en effet l'histoire là où elle s'est terminée à la fin de la Mallorée. L'ordre de lecture recommandé est :
- La Belgariade (les cinq tomes dans l'ordre indiqué ci-dessus)
- La Mallorée (les cinq tomes dans l'ordre indiqué ci-dessus)
- Belgarath le sorcier (les deux tomes dans l'ordre indiqué ci-dessus)
- Polgara la sorcière (les deux tomes dans l'ordre indiqué ci-dessus)
- Le Codex de Riva

### CycleLa Pierre sacrée perdue-Elenium/Tamuli
- La Trilogie des joyaux - Elenium

1. Le Trône de diamant ((en) The Diamond Throne, 1989)
2. Le Chevalier de rubis ((en) The Ruby Knight, 1990)
3. La Rose de saphir ((en) The Sapphire Rose, 1991)

- La Trilogie des périls - Tamuli

1. Les Dômes de feu ((en) Domes of Fire, 1992)
2. Ceux-qui-brillent ((en) The Shining Ones, 1993)
3. La Cité occulte ((en) Hidden City, 1994)

### CycleLa Tétralogie des Rêveurs-The Dreamers
1. Le Réveil des anciens dieux ((en) The Elder Gods, 2003)
2. La Dame d'atout ((en) The Treasured One, 2004)
3. Les Gorges de cristal ((en) Crystal Gorge, 2005)
4. La Folie des dieux ((en) The Younger Gods, 2006)

### Hors cycles
Les romans Hors cycle de l'auteur ne font pas partie de la littérature fantastique, à l'exception de La Rédemption d'Althalus.
- (en) High Hunt, 1973
- Les Laissés pour compte ((en) The Loosers, 1992)
- La Rédemption d'Althalus ((en) The Redemption of Althalus, 2000)Traduit en deux volumes
  - Les Yeux d'émeraude
  - Les Trois Grimoires
- La Chanson de Regina ((en) Regina's Song, 2002)